# 쿠웨이트 침공
암호명 프로젝트 17인 이라크의 쿠웨이트 침공은 1990년 8월 2일에 시작되었고 걸프 전쟁의 시작을 알렸다. 1990년 8월 4일 쿠웨이트국을 패배시킨 후, 이라크는 다음 7개월 동안 군사적으로 쿠웨이트를 점령했다. 침공은 국제적으로 비난받았고, 유엔 안전 보장 이사회(UNSC)는 이라크에 쿠웨이트 영토에서 철수할 것을 촉구하는 수많은 결의안을 채택했다. 그러나 이라크군은 쿠웨이트를 계속 점령하고 유엔 안보리의 모든 명령을 무시했다. 처음에는 "쿠웨이트 공화국"을 괴뢰 국가로 설립한 후, 이라크는 1990년 8월 28일에 전 국가를 합병했다. 쿠웨이트 북부는 Saddamiyat al-Mitla' District가 되어 기존의 바스라주에 합쳐졌고, 쿠웨이트 남부는 완전히 새로운 쿠웨이트 주로 분리되었다. 1990년 11월까지, 유엔 안보리 결의 678호의 채택은 이라크에 1991년 1월 15일까지 무조건 철수하거나 쿠웨이트 영토에서 "모든 필요한 수단"으로 제거될 것이라는 최후통첩을 공식적으로 발행했다. 이라크와의 전쟁에 대비하여 유엔 안보리는 미국 주도의 군사 연합 구성을 승인했다.
이라크가 유엔 안보리의 기한을 지키지 못하자, 연합군은 1991년 1월 17일 걸프 전쟁 공중 폭격 캠페인을 시작하여 쿠웨이트에서 이라크군을 강제로 추방하라는 지시를 따랐다. 폭격 캠페인이 다음 한 달 동안 계속되는 동안, 이라크는 이스라엘에 미사일을 발사했다. 이라크 정부는 이스라엘의 보복이 연합군의 무슬림 다수 국가들이 이라크에 대한 캠페인 지원을 철회하게 만들기를 희망했다. 그러나 그러한 보복은 일어나지 않았고, 연합군은 1991년 2월 23일에 이라크 점령 쿠웨이트와 이라크 일부 지역에 대한 지상 침공을 시작했다. 이라크군이 쿠웨이트에서 퇴각하면서 700개 이상의 쿠웨이트 유전에 불을 질렀지만, 이 전략은 궁극적으로 연합군의 진격을 저지하는 데 실패했다. 1991년 2월 28일까지 이라크군은 궤멸되었고 쿠웨이트의 독립은 회복되었다.
이라크가 쿠웨이트를 공격하기로 결정한 진정한 의도는 논란의 여지가 있지만, 다양한 추측이 제기되어 왔다. 한 가지 가능한 동기는 이란-이라크 전쟁 동안 쿠웨이트로부터 빌린 US$14,000,000,000를 이라크가 갚을 수 없었다는 점과 관련이 있었다. 이 이론의 지지자들은 쿠웨이트의 석유 생산량 급증으로 이라크의 수익이 감소했다고 지적한다. 쿠웨이트의 석유 생산량은 석유 수출국 기구(OPEC)가 정한 의무 할당량을 초과했으며, 이로 인해 OPEC은 국제 유가 급락 속에서 생산량을 조절할 것을 쿠웨이트에 촉구했다. 이라크는 쿠웨이트 정부가 석유 생산량을 줄이기를 거부한 것을 이라크 경제에 대한 공격 행위로 해석했다. 1990년 초, 이라크는 쿠웨이트가 경사 시추를 통해 이라크-쿠웨이트 국경을 넘어 이라크 석유를 훔쳤다고 비난했지만, 일부 이라크 소식통은 사담 후세인이 실제 침공 몇 달 전에 이미 쿠웨이트를 공격하기로 결정했음을 시사했다. 침공 이틀 만에 대부분의 쿠웨이트군은 이라크군에 의해 제압되었고 대부분의 쿠웨이트 관료들은 사우디아라비아와 바레인으로 도피했다.

## 배경

### 이란-이라크 전쟁과 이라크의 쿠웨이트 부채
이란-이라크 전쟁이 발발했을 때, 쿠웨이트는 처음에는 중립을 유지했고 이란과 이라크 사이를 중재하려고 노력했다. 1982년, 쿠웨이트는 다른 페르시아만의 아랍 국가들과 함께 이란 혁명 정부를 억제하기 위해 이라크를 지지했다. 1982년-1983년, 쿠웨이트는 이라크에 상당한 재정 대출을 제공하기 시작했다. 쿠웨이트의 이라크에 대한 대규모 경제 지원은 종종 쿠웨이트에 대한 적대적인 이란의 행동을 촉발했다. 이란은 1984년에 쿠웨이트 유조선을 반복적으로 공격했고 1988년에는 부비얀 섬에 주둔한 쿠웨이트 보안 요원에게 무기를 발사했다. 이란-이라크 전쟁 동안, 바스라가 전투로 폐쇄되자 쿠웨이트는 이라크의 주요 항구 역할을 했다. 그러나 전쟁이 끝난 후, 이 두 이웃 아랍 국가 간의 우호 관계는 여러 경제적, 외교적 이유로 악화되었고 결국 이라크의 쿠웨이트 침공으로 이어졌다.
이란-이라크 전쟁이 끝날 무렵, 이라크는 전쟁 자금을 조달하기 위해 쿠웨이트로부터 빌린 미국 달러$140억 달러를 갚을 재정적 여유가 없었고 쿠웨이트에 부채 탕감을 요청했다. 이라크는 전쟁이 이란의 쿠웨이트 지배 가능성을 막았다고 주장했다. 쿠웨이트가 부채를 탕감해주지 않으려 하자 양국 관계는 악화되었다. 1989년 후반, 쿠웨이트와 이라크 지도자들 사이에 여러 차례 공식 회담이 열렸지만 합의에 이르지 못했다.

### 쿠웨이트의 경제 전쟁 및 경사 시추 의혹
1988년 이라크 석유부 장관 이삼 알-찰라비는 1980년대 석유 공급과잉을 끝내기 위해 석유 수출국 기구(OPEC) 회원국들의 원유 생산량 할당량을 줄이려고 노력했다. 찰라비는 유가 상승이 이라크의 수입을 늘려 600억 달러의 부채를 갚는 데 도움이 될 것이라고 주장했다. 그러나 하류 석유 산업 규모가 큰 쿠웨이트는 원유 가격에 덜 신경 썼고 1989년 쿠웨이트는 OPEC에 국가 총 석유 생산 상한선을 하루 1.35백만 배럴 (215,000 m3)로 50% 늘려달라고 요청했다. 1980년대 대부분 동안 쿠웨이트의 석유 생산량은 이미 의무적인 OPEC 할당량을 상당히 초과하고 있었고 이는 원유 가격 상승을 막았다. OPEC 회원국들 간의 합의 부족은 유가 공급 과잉을 끝내려는 이라크의 노력을 약화시켰고 결과적으로 전쟁으로 황폐해진 경제의 회복을 막았다. 전 이라크 외무장관 타리크 아지즈에 따르면, "유가 1배럴당 1달러 하락은 이라크 연간 수입의 10억 달러 하락을 초래하여 바그다드에 심각한 재정 위기를 야기했다." 이라크는 쿠웨이트가 석유 생산량을 줄이기를 거부한 것을 공격 행위로 해석했다.
점점 더 긴장되는 이라크와 쿠웨이트 간의 관계는 이라크가 쿠웨이트가 국경을 넘어 이라크의 루메이라 유전으로 경사 시추를 하고 있다고 주장하면서 더욱 악화되었다. 루메이라 유전을 둘러싼 분쟁은 1960년 아랍 연맹 선언이 루메이라 유전의 최남단에서 북쪽으로 3 킬로미터 (2 mi) 떨어진 곳을 이라크-쿠웨이트 국경으로 표시하면서 시작되었다. 이란-이라크 전쟁 동안 루메이라에서 이라크의 석유 시추 작업은 감소한 반면 쿠웨이트의 작업은 증가했다. 1989년 이라크는 쿠웨이트가 "고급 시추 기술"을 사용하여 루메이라 유전의 이라크 지분에서 석유를 착취했다고 비난했다. 이라크는 쿠웨이트가 24억 달러 상당의 이라크 석유를 "훔쳤다"고 추정하며 보상을 요구했다. 이 지역의 석유 노동자들에 따르면 이라크의 경사 시추 주장은 "루메이라 유전에서 석유는 이러한 기술 없이도 쉽게 흐른다"는 점에서 조작된 것이었다.
1990년 7월 26일, 이라크 침공 며칠 전, OPEC 관계자들은 쿠웨이트와 아랍에미리트가 석유 생산량을 하루 1.5백만 배럴 (240,000 m3)로 제한하자는 제안에 동의했다고 밝혔다. 이는 "이들이 각각 하루에 거의 200만 배럴을 생산하던 것에서 줄어든" 것이며, 따라서 쿠웨이트와 이라크 간의 석유 정책에 대한 차이를 해결할 가능성이 있었다.

### 이라크의 영토 회복주의

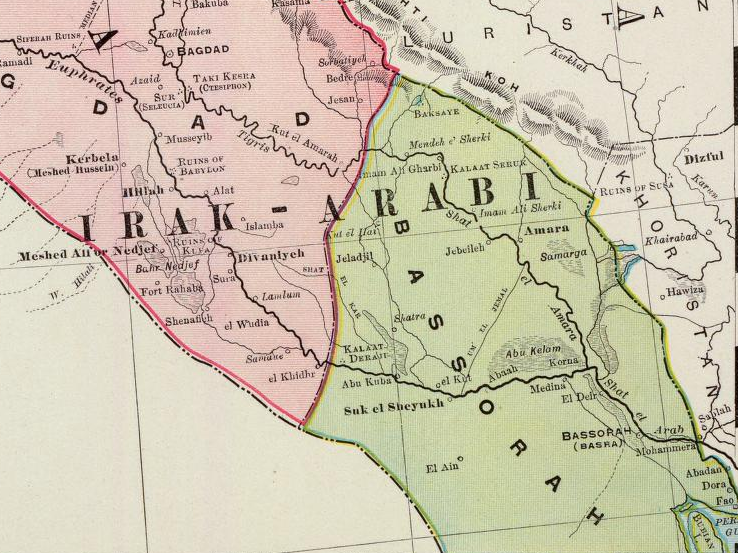
1897년 오스만 제국의 바스라 빌라예트. 1913년 영-오스만 협약 이후 쿠웨이트는 오스만 제국의 자치 카자이자 사실상 영국의 보호국으로 설립되었다.

이라크는 쿠웨이트에 대한 영토 회복주의 주장의 역사를 가지고 있었다. 1932년에 독립한 후, 이라크 왕국은 쿠웨이트 토후국이 정당하게 이라크 영토이며 영국에 의해 생성되기 전까지 이라크 영토의 일부였다고 즉시 선언했다. 압드 알카림 카심 치하의 이라크 공화국도 쿠웨이트에 대한 영토 회복주의 주장을 고수했다.
사담 정부 또한 이를 믿고 쿠웨이트가 항상 이라크의 필수적인 부분이었으며 영국 정부의 개입으로 독립 국가가 되었다고 주장하며 침공을 정당화했다. 1913년 영-오스만 협약에 서명한 후, 영국 정부는 쿠웨이트를 오스만 영토에서 별도의 셰흐국으로 분할할 계획이었지만, 이 협정은 비준되지 않았다. 이라크 정부는 또한 쿠웨이트의 아미르가 쿠웨이트 국민들 사이에서 매우 인기 없는 인물이라고 주장했다. 아미르를 전복함으로써 이라크는 쿠웨이트인들에게 더 큰 경제적, 정치적 자유를 부여했다고 주장했다.
쿠웨이트는 바스라의 오스만 빌라예트의 느슨한 통치하에 있었고, 통치 왕조인 알 사바 가문이 1899년에 외교를 영국에 맡기는 보호 조약을 체결했지만, 오스만 제국으로부터 분리하려는 시도는 하지 않았다. 이러한 이유로 바스라 지방의 나머지 지역과의 국경은 명확하게 정의되거나 상호 합의되지 않았다.
괴뢰국 '쿠웨이트 공화국' 선포 이후, 이라크 혁명사령부는 다음과 같은 성명을 발표했다. "자유 쿠웨이트 임시정부는 아랍의 기사이자 그들의 행진을 이끄는 사담 후세인 대통령이 이끄는 이라크의 친족들에게 호소하기로 결정했습니다. 그들의 아들들이 큰 가족에게 돌아오고, 쿠웨이트가 위대한 이라크, 즉 모국으로 돌아오며, 쿠웨이트와 이라크 간의 완전한 합병 통합을 달성하는 데 동의하도록 말입니다."

### 이라크-미국 서신 교환
1990년 7월 25일, 에이프릴 글래스피, 주 이라크 미국 대사는 이라크 고위 사령부에 국경 근처에 이라크군이 집결하는 등 진행 중인 군사 준비에 대해 설명할 것을 요청했다. 이에 사담은 쿠웨이트와 아랍에미리트 (UAE)에 대한 미국의 정책을 공격했다:
그렇다면 미국이 이제 친구들을 보호하겠다고 말하는 것은 무엇을 의미할 수 있습니까? 그것은 이라크에 대한 편견만을 의미할 수 있습니다. 이러한 입장과 이루어진 기동 및 성명은 UAE와 쿠웨이트가 이라크의 권리를 무시하도록 부추겼습니다. 압력을 사용한다면 우리는 압력과 힘을 배치할 것입니다. 우리는 당신이 우리에게 해를 끼칠 수 있다는 것을 알고 있지만 우리는 당신을 위협하지 않습니다. 그러나 우리도 당신에게 해를 끼칠 수 있습니다. 모두는 그들의 능력과 규모에 따라 해를 끼칠 수 있습니다. 우리는 미국까지 갈 수는 없지만, 개별 아랍인들은 당신에게 도달할 수 있습니다. 우리는 미국을 적들 사이에 두지 않습니다. 우리는 미국을 친구로 삼고 싶어하는 곳에 두고 친구가 되려고 노력합니다. 그러나 작년에 반복된 미국 성명은 미국이 우리를 친구로 여기지 않는다는 것을 분명히 보여주었습니다.
글래스피는 대답했다:
자금이 필요하다는 것을 압니다. 저희는 그것을 이해하며, 저희의 의견은 귀하가 국가를 재건할 기회를 가져야 한다는 것입니다. 하지만 쿠웨이트와의 국경 분쟁과 같은 아랍-아랍 분쟁에 대해서는 저희는 의견이 없습니다. ... 솔직히 말해서, 저희는 귀하가 남부에 대규모 병력을 배치한 것만을 볼 수 있습니다. 보통 그것은 저희의 소관이 아닐 것입니다. 그러나 이러한 일이 귀하의 국경절에 말씀하신 맥락에서 발생하고, 외무부 장관의 두 서한에서 자세한 내용을 읽고, UAE와 쿠웨이트가 취한 조치가 궁극적으로 이라크에 대한 군사적 침략과 유사하다는 이라크의 관점을 볼 때, 제가 우려하는 것은 합리적일 것입니다.— 에이프릴 글래스피
미국 대사는 이라크 측에 워싱턴이 "대결이 아닌 우정에서 비롯되어" 쿠웨이트와 이라크 간의 의견 불일치에 대해 "의견이 없다"고 선언하며 "아랍-아랍 분쟁에 대해서는 의견이 없다"고 밝혔다. 글래스피는 또한 사담 후세인에게 미국이 "이라크에 대한 경제 전쟁을 시작할" 의도가 없다고 말했다. 이러한 진술은 사담이 쿠웨이트 침공에 대한 외교적 허가를 미국으로부터 받았다고 믿게 만들었을 수 있다. 사담과 글래스피는 나중에 이 회담에서 오간 대화에 대해 논쟁했다. 사담은 녹취록을 공개했지만 글래스피는 1991년 3월 상원 외교위원회에서 그 정확성을 부인했다.

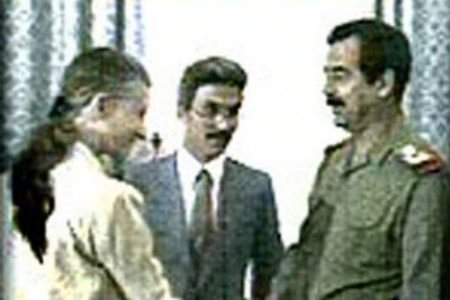
에이프릴 글래스피가 사담 후세인을 처음 만난 모습

리처드 E. 루빈스타인에 따르면, 글래스피는 나중에 영국 기자들에게 왜 그렇게 말했는지 질문을 받았을 때, "그가 그렇게 멀리 갈 것이라고는 생각하지 못했다"고 대답했는데, 이는 국가 전체를 침공하고 합병하는 것을 의미한다. 추가 질문은 없었지만, 1990년 7월 미국 정부가 사담 후세인이 단지 쿠웨이트에 채무 탕감과 석유 생산량 감축을 압박하는 데만 관심이 있었다고 생각했다는 것을 추론할 수 있다.
게다가 침공 불과 며칠 전, 근동 담당 국무차관보 존 휴버트 켈리는 미국 하원 공개 청문회에서 미국은 쿠웨이트를 방어할 조약 의무가 없다고 말했다. 이라크가 쿠웨이트 국경을 넘으면 미국이 어떻게 반응할 것인지 묻자 켈리는 그것은 "가상적인 것이거나 우발적인 것이며, 제가 언급할 수 있는 종류가 아닙니다. 걱정할 것이라고 말하는 것으로 충분하지만, '만약'이라는 대답의 영역으로 들어갈 수는 없습니다."라고 대답했다.

그러나 사담의 외무부 장관 타리크 아지즈는 나중에 1996년 PBS 프런트라인에서 이라크 지도부가 이라크 침공에 대한 미국의 예상 반응에 대해 "아무런 환상도 없었다"고 말했다. "그녀 [글래스피]는 우리에게 이상한 말을 하지 않았습니다. 그녀는 우리가 미국인들이 보복하지 않을 것이라고 결론 내렸다는 의미로 말하지 않았습니다. 그것은 말도 안 되는 이야기였습니다. 미국인들이 우리를 공격하지 않을 것이라고 생각하는 것은 말도 안 되는 이야기였습니다." 그리고 2000년 같은 TV 프로그램과의 두 번째 인터뷰에서 아지즈는 다음과 같이 말했다.
혼합 신호는 없었다. 우리는 8월 2일 이전의 전체 기간 동안 이라크에 대한 미국의 정책이 부정적이었다는 것을 잊어서는 안 된다. 따라서 우리가 쿠웨이트에 간다면 미국이 그것을 좋아할 것이라고 생각하는 것은 꽤 어리석은 일일 것이다. 왜냐하면 미국의 경향...은 이라크를 해체하는 것이었기 때문이다. 그렇다면 그러한 조치가 미국인들에게 높이 평가될 것이라고 어떻게 상상할 수 있었겠는가? 어리석어 보이고, 이것은 허구이다. 에이프릴 글래스피와의 회담에 대해—그것은 일상적인 회담이었다...그녀는 정부의 사전 지시 없이 어떤 전문 외교관이 말할 만한 특별한 것은 아무것도 말하지 않았다...그녀가 말한 것은 대통령이 부시 대통령에게 전달해달라고 요청한 것에 대한 일상적이고 고전적인 언급이었다. 그는 그녀를 통해 조지 부시에게 메시지를 전달하고 싶었지, 워싱턴으로부터 메시지를 받고 싶었던 것이 아니었다.

## 침공

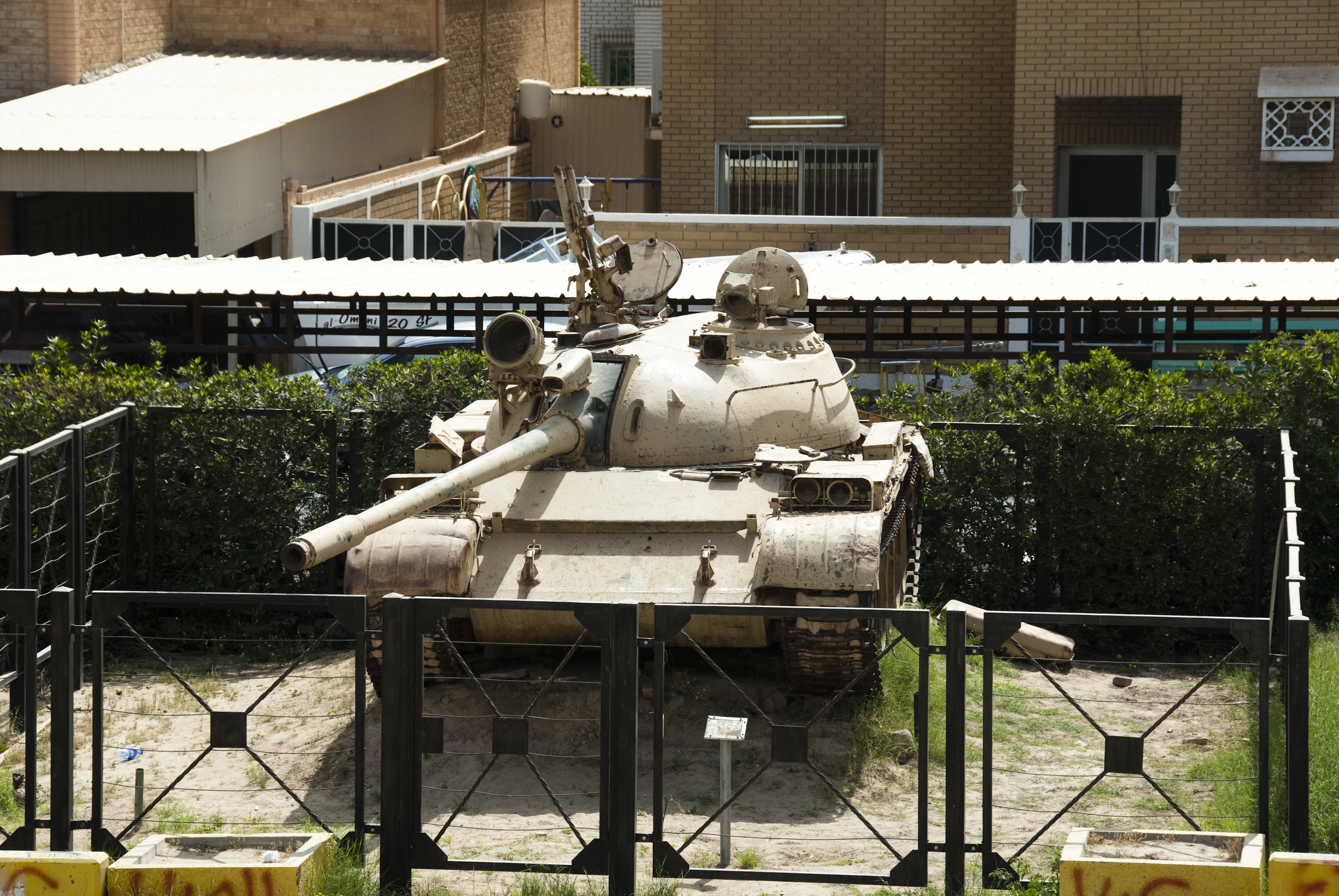
알쿠레인 순교 현장에 전시된 이라크 Type 69 전차

1990년 8월 2일 오전 2시 현지 시각, 사담 후세인의 명령에 따라 이라크는 4개 정예 이라크 공화국 수비대 사단 (제1 하무라비 기갑사단, 제2 알메디나 알무나웨라 기갑사단, 타와칼나 알라알라 사단 (기계화보병) 및 제4 네부카드네자르 사단 (차량화보병)과 특수부대 병력을 총 한 개 사단에 해당하는 규모로 쿠웨이트를 침공했다.
이들 부대를 지원하기 위해 이라크 육군은 밀 Mi-25 공격 헬리콥터 비행대대, 밀 Mi-8 및 밀 Mi-17 수송 헬리콥터 여러 대, 그리고 벨 412 헬리콥터 한 개 비행대대를 배치했다. 헬리콥터 부대의 주된 임무는 이라크 특공대를 쿠웨이트 시티로 수송하고 지원하며, 그 후 지상군의 진격을 지원하는 것이었다. 이라크 공군(IQAF)은 최소 두 개의 수호이 Su-22 비행대대, 한 개의 Su-25 비행대대, 한 개의 미라주 F1 비행대대, 그리고 두 개의 미그-23 전투폭격기 비행대대를 보유하고 있었다. IQAF의 주된 임무는 쿠웨이트 공군의 두 주요 공군 기지에 대한 제한적인 공습을 통해 공중 우세를 확립하는 것이었으며, 쿠웨이트 공군의 항공기는 주로 미라주 F1과 더글러스 (T)A-4KU 스카이호크로 구성되어 있었다.
몇 달간의 이라크 위협에도 불구하고 쿠웨이트는 병력을 경계 태세에 두지 않았고 기습당했다. 이라크 지상군 진격의 첫 번째 징후는 이라크 기갑 부대가 남쪽으로 이동하는 것을 감지한 레이더 장착 에어로스탯에서 나왔다. 쿠웨이트 공군, 육군, 해군은 저항했지만 수적으로 압도당했다. 쿠웨이트 중부에서는 제35기갑 여단이 치프틴 전차 약 대대, BMP 및 포대를 배치하여 이라크군에 맞섰고 쿠웨이트시티 서쪽 알자라 근처에서 지연전을 벌였다(다리 전투 참조). 남쪽에서는 제15기갑 여단이 즉시 사우디아라비아로 병력을 철수시켰다.
쿠웨이트 공군 항공기는 출격했지만 약 20%가 손실되거나 포획되었다. 나머지 80%는 활주로가 점령되면서 기지 인접 고속도로에서 이륙하여 사우디아라비아와 바레인으로 대피했다. 이 항공기들은 이후 걸프 전쟁 지원에 사용되지 않았지만, "자유 쿠웨이트 공군"은 예멘-이라크 관계 때문에 사우디아라비아가 위협으로 간주했던 예멘과의 남부 국경 순찰을 도왔다.

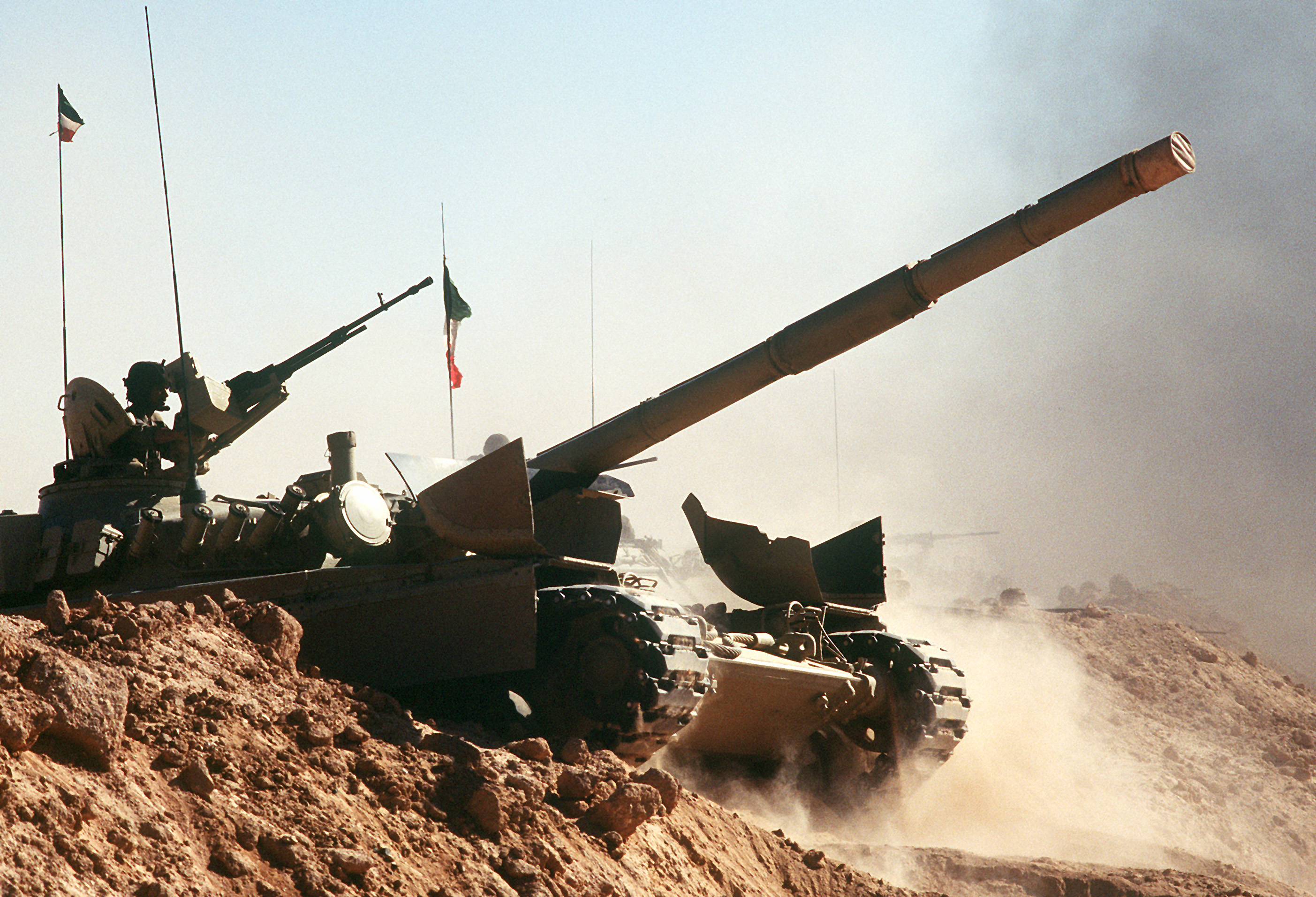
1990년 사막 방패 작전 중 쿠웨이트의 M-84 전차. 쿠웨이트는 계속해서 연합군과 강력한 관계를 유지하고 있다.

이라크군은 왕실 관저인 다스만 궁전을 공격했고, 그 결과 다스만 궁전 전투가 벌어졌다. 쿠웨이트 에미르 경호대는 현지 경찰과 치프틴 전차, 살라딘 장갑차 소대 지원을 받아 이라크 특수부대의 공중 공격을 격퇴했지만, 이라크 해병대의 상륙 이후 궁전은 함락되었다(다스만 궁전은 해안에 위치). 쿠웨이트 국가방위대와 추가 에미르 경호대가 도착했지만, 궁전은 계속 점령되었고, 몇 시간의 격렬한 전투 끝에 공화국 수비대 전차가 쿠웨이트 시티로 진입했다.
쿠웨이트의 아미르, 자베르 알아마드 알자베르 알사바는 이미 사우디아라비아 사막으로 도피했다. 그의 이복 동생인 샤이크 파하드 알아흐메드 알자베르 알사바는 다스만 궁전을 방어하려다 침략한 이라크군에 의해 총에 맞아 사망했으며, 당시 현장에 있었고 공격 후 탈영한 이라크 군인에 따르면 그의 시신은 전차 앞에 놓여져 깔려 죽었다고 한다.
침공 첫날이 끝날 무렵, 전국에는 저항 세력이 산발적으로 남아있었다. 8월 3일까지 마지막 군사 부대는 조임목과 전국에 걸쳐 다른 방어 가능한 위치에서 탄약이 떨어지거나 이라크군에 압도될 때까지 필사적으로 지연전을 벌였다. 쿠웨이트 공군의 알리 알 살렘 공군기지는 8월 3일까지 유일하게 점령되지 않은 기지였으며, 쿠웨이트 항공기는 방어를 위해 하루 종일 사우디아라비아에서 재보급 임무를 수행했다. 그러나 밤이 되자 알리 알 살렘 공군기지는 이라크군에 의해 점령되었다.

### 쿠웨이트 저항
쿠웨이트인들은 이라크의 쿠웨이트 점령 이후 지역 무장 저항 운동을 조직했다. 점령 기간 동안 체포, 고문, 처형된 대부분의 쿠웨이트인들은 민간인이었다. 쿠웨이트 저항군의 사상률은 연합군 병력과 서방 인질의 사상률을 훨씬 넘어섰다.
처음에 이라크군은 폭력적인 전술을 사용하지 않았다. 이라크 병사들은 쿠웨이트인들에게 쿠웨이트 번호판을 이라크 번호판으로 교체하도록 지시했고, 쿠웨이트 주민을 순찰하기 위해 광범위한 보안 검문소 시스템을 설치했다. 그러나 침공 몇 주 만에 쿠웨이트인들은 대규모 비폭력 저항 운동에 참여하기 시작했다. 사람들은 직장과 학교에 대거 결석했다. 쿠웨이트인들은 또한 집 컴퓨터와 프린터로 침공에 대한 정보 팸플릿을 인쇄하여 이웃과 친구들에게 배포하기 시작했다. 비폭력 저항의 물결 이후, 이라크군은 쿠웨이트에 대한 통제를 유지하기 위해 억압으로 전환했다.
침공 후 약 40만 명의 쿠웨이트 시민들이 국외로 피난했으며, 저항 운동에 참여한 나머지 사람들을 위해 안전 가옥 네트워크가 구축되었다. 반전 구호가 담긴 전단지가 인쇄되었고, 저항 운동은 이라크 이라크 비밀 경찰이 찾던 쿠웨이트인들에게 은신처와 위조 신분증을 제공했다. 저항 세포들은 모스크에서 비밀 회의를 열었다. 아스라르 알-카반디와 같은 저명한 여성 저항 지도자들은 이라크 침공의 순교자로 여겨졌다. 점령 기간 동안 그녀는 사람들이 안전하게 도피하도록 도왔고, 무기와 돈을 쿠웨이트로 밀수입했으며, 민간 정보부의 디스크를 안전한 곳으로 빼돌렸고, 전쟁으로 부상당한 많은 사람들을 돌보았으며, 이라크 군대가 사용하던 감시 장치를 파괴했다. 그녀는 1991년 1월 이라크 군대에 체포되어 살해되었다. 다른 여성들은 거리 시위를 벌이고 "자유 쿠웨이트: 지금 잔학 행위를 멈춰라"와 같은 슬로건이 적힌 피켓을 들었다. 이라크 경찰은 외국인을 숨기거나 저항 운동에 몰래 돈을 밀반입하는 것으로 의심되는 사람들의 집을 수색했다. 저항 운동에 밀반입된 돈은 이라크 병사들에게 뇌물을 주어 다른 방향으로 보게 만드는 데 종종 사용되었다. 저항 전술에는 차량 폭탄과 저격 공격이 포함되었으며, 이는 상당한 수의 이라크 사상자를 발생시켰다.
1990년 8월까지 저항 운동은 정보, 물자 및 기타 형태의 비밀 지원 형태로 미국 정부의 지원을 받고 있었다. 중앙정보국과 미국 그린베레 모두 관련되어 있었다. 그러나 미국 정부는 저항에 대한 지원을 공식적으로 확인하거나 부인하지 않았다. 저항에 대해 부시 대통령은 "... 광범위하게 나는 쿠웨이트 지하 조직을 지지합니다. 나는 쿠웨이트에 합법성을 회복하고 이라크인들을 쿠웨이트에서 몰아내는 데 도움을 줄 수 있는 누구든 지지합니다."라고 말했다. 미군을 포함한 사막의 폭풍 작전은 또한 사우디아라비아 타이프의 기지에서 저항 운동을 도왔다.
쿠웨이트 정부는 타이프로 망명하여 그곳에서 저항 운동을 지원했다. 망명한 쿠웨이트 정부는 저항 운동을 명시적으로 지지하고 그 전략에 대해 언급했다. 이라크군은 국내외 모든 형태의 통신을 거의 차단했지만, 저항 운동은 위성 전화를 사우디아라비아 국경 너머로 밀수하여 사우디아라비아 타이프에 있는 망명 쿠웨이트 정부와 통신선을 구축하는 데 성공했다. 쿠웨이트인들은 또한 정보 전단지를 인쇄하여 다른 시민들에게 배포했다. 이것은 점령 기간 동안 쿠웨이트에서 정보 흐름이 심각하게 제한되었기 때문에 특히 중요했다. 라디오 채널은 바그다드에서 송출되는 방송을 틀었고 많은 쿠웨이트 TV 채널은 폐쇄되었다. '숨우드 알-샤압'(인민의 굳건함)이라는 저항 신문이 비밀리에 인쇄되어 유통되었다. 정보 전단지는 외부 세계의 유일한 뉴스원이 되었다. 외국인과 다양한 성별 및 계급의 쿠웨이트인들이 저항에 참여하여 쿠웨이트의 전통적인 사회적 장벽을 허물었다.

#### 이라크의 진압
1990년 10월, 이라크 관리들은 저항 운동과 관련된 것으로 의심되는 수백 명을 처형하고 개별 가구를 수색 및 급습하는 방식으로 저항 운동을 탄압했다. 탄압 이후, 저항 운동은 쿠웨이트 민간인에 대한 보복을 줄이기 위해 이라크 군 기지를 목표로 삼기 시작했다. 1990년 10월, 이라크 정부는 쿠웨이트 국경을 개방하고 누구든지 출국할 수 있도록 허용했다. 이는 쿠웨이트인과 외국인 모두의 대규모 탈출을 초래하여 저항 운동을 약화시켰다.

사막의 폭풍 작전 중 1991년 2월 24일-28일 지상군 이동.

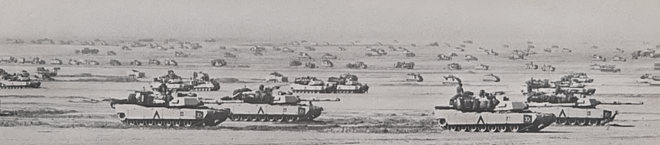
사막의 폭풍 작전 중 미국 제3기갑사단의 전차들.

또 다른 탄압은 1991년 1월과 2월에 발생했다. 이라크군은 쿠웨이트 저항군으로 의심되는 사람들을 공개적으로 처형했다. 쿠웨이트인들은 납치되었고, 그들의 시신은 나중에 가족 집 앞에 버려졌다. 처형된 쿠웨이트 저항군 시신에서는 구타, 전기 충격, 손톱 제거 등 다양한 종류의 고문 흔적이 발견되었다. 쿠웨이트에 거주하는 팔레스타인인 약 5,000명이 저항 지원 활동으로 체포되었고, 팔레스타인인의 지원은 이라크 관리들이 팔레스타인 지도자들을 위협할 정도로 충분했다. 그러나 일부 팔레스타인인들은 바트당의 격렬한 반이스라엘 입장과 공감하여 사담 정권을 지지했다. 저항군 팔레스타인 회원들은 정부 기관 및 상업 활동 보이콧과 같은 저항 전술에 대해 때때로 의견이 달랐다. 쿠웨이트 저항 운동은 이러한 팔레스타인인의 양가성에 대해 의심했고, 이라크군이 철수하고 몇 주 후, 쿠웨이트 정부는 사담 정권에 동조하는 것으로 의심되는 팔레스타인인들을 단속했다.
이라크군은 또한 저항 운동을 도왔던 것으로 의심되는 2천 명 이상의 쿠웨이트인을 체포하여 이라크에 투옥했다. 이들 중 많은 체포는 1991년 2월 이라크군이 쿠웨이트에서 철수하는 동안 이루어졌다. 수백 명은 철수 후 이라크 남부의 감옥에서 탈출했고 천 명 이상은 이라크 정부에 의해 송환되었지만, 수백 명은 여전히 실종 상태이다. 점령 기간 동안 체포된 쿠웨이트인 605명의 운명은 2009년까지 알 수 없었으며, 그 중 236명의 유해가 확인되었다. 처음에는 이라크가 실종된 쿠웨이트인 605명 중 126명만 체포를 기록했다고 주장했다. 다른 실종된 쿠웨이트인 369명의 이름은 국제적십자위원회가 보관하는 파일에 저장되어 있다. 실종된 쿠웨이트인 중 7명은 여성이고 24명은 16세 미만이다. 이라크는 다른 방식으로 쿠웨이트와의 외교 관계를 개선하려 노력하고 있음에도 불구하고 실종된 수백 명의 쿠웨이트인 문제에 대해 거의 노력을 기울이지 않았다.

### 저항과 정당성
쿠웨이트 주택부 장관 야히아 F. 알-수마이트는 1990년 10월, 저항 운동이 점령의 정당성을 훼손하고 이라크가 쿠웨이트 정부에 대한 민중 봉기를 돕기 위해 침공했다는 생각을 불식시키는 데 도움이 되었다고 말했다. 이 운동은 또한 점령 기간 동안 쿠웨이트에 갇힌 미국인, 영국인 및 기타 외국인들을 보호했다. 일부에서는 이 저항 운동이 점령 이후 쿠웨이트의 보다 강력한 시민 사회의 토대가 되었다고 주장한다.
알 쿠레인 순교자 박물관에서 쿠웨이트는 이라크 점령에 저항하다가 희생된 시민들을 추모한다. 이 순교자들의 가족들은 쿠웨이트 정부로부터 자동차, 주택, 메카 순례(하지) 비용과 같은 물질적 혜택을 받았다. 쿠웨이트 해방에 대한 대부분의 이야기가 미국 주도의 연합군에 초점을 맞추고 있기 때문에, 저항 운동을 기념하는 쿠웨이트의 목표 중 하나는 자국을 해방시키는 데 있어 쿠웨이트 시민들의 역할을 강조하는 것이다.

## 여파

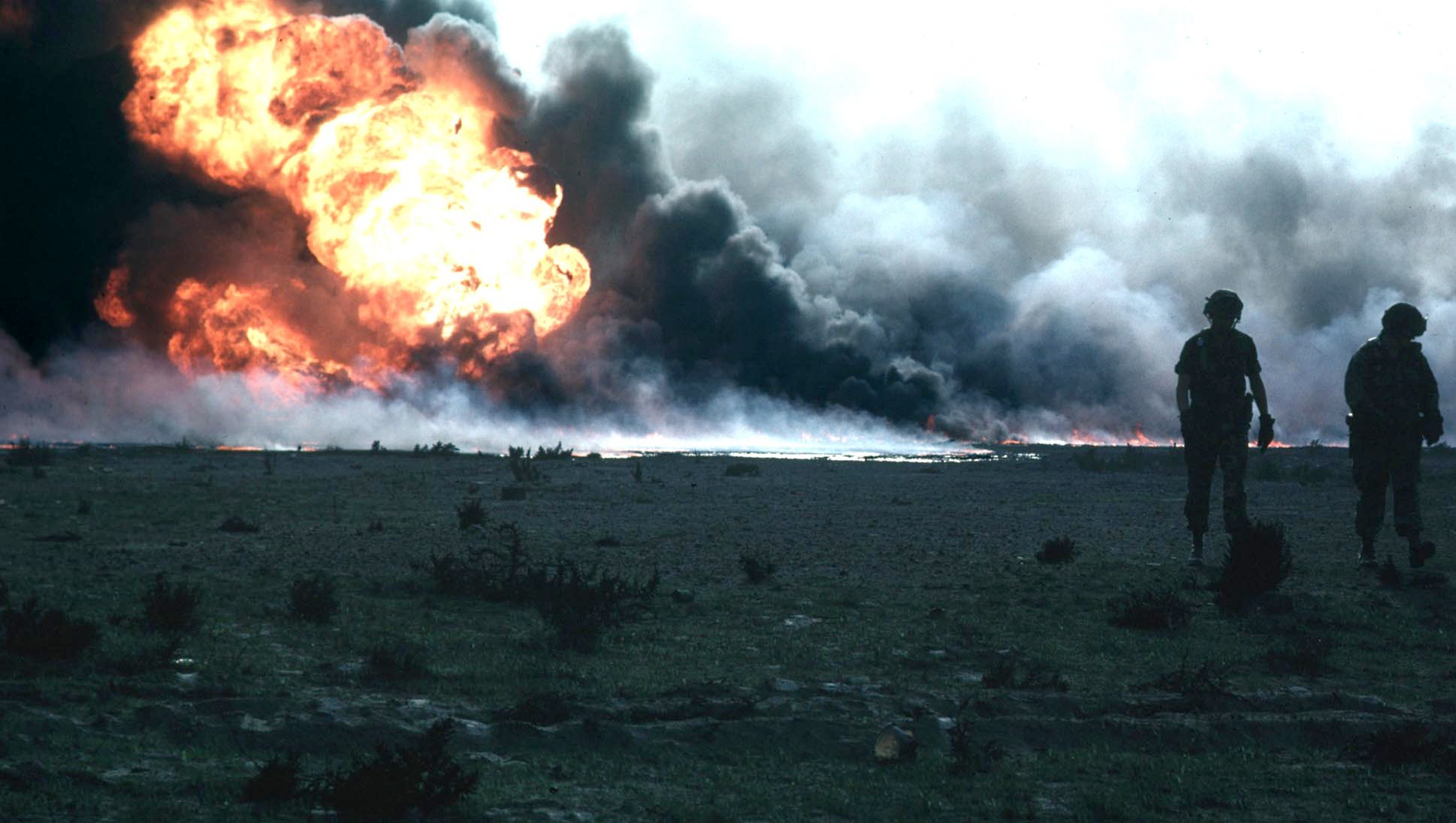
후퇴하는 이라크군에 의해 600개 이상의 쿠웨이트 유전이 불탔으며, 쿠웨이트에 막대한 환경적, 경제적 피해를 입혔다.

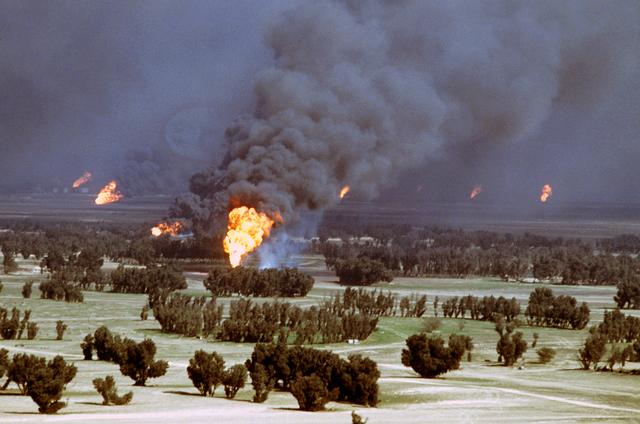
유전 화재는 이라크 군대가 쿠웨이트에서 철수하면서 시행한 초토화 정책의 결과였다.

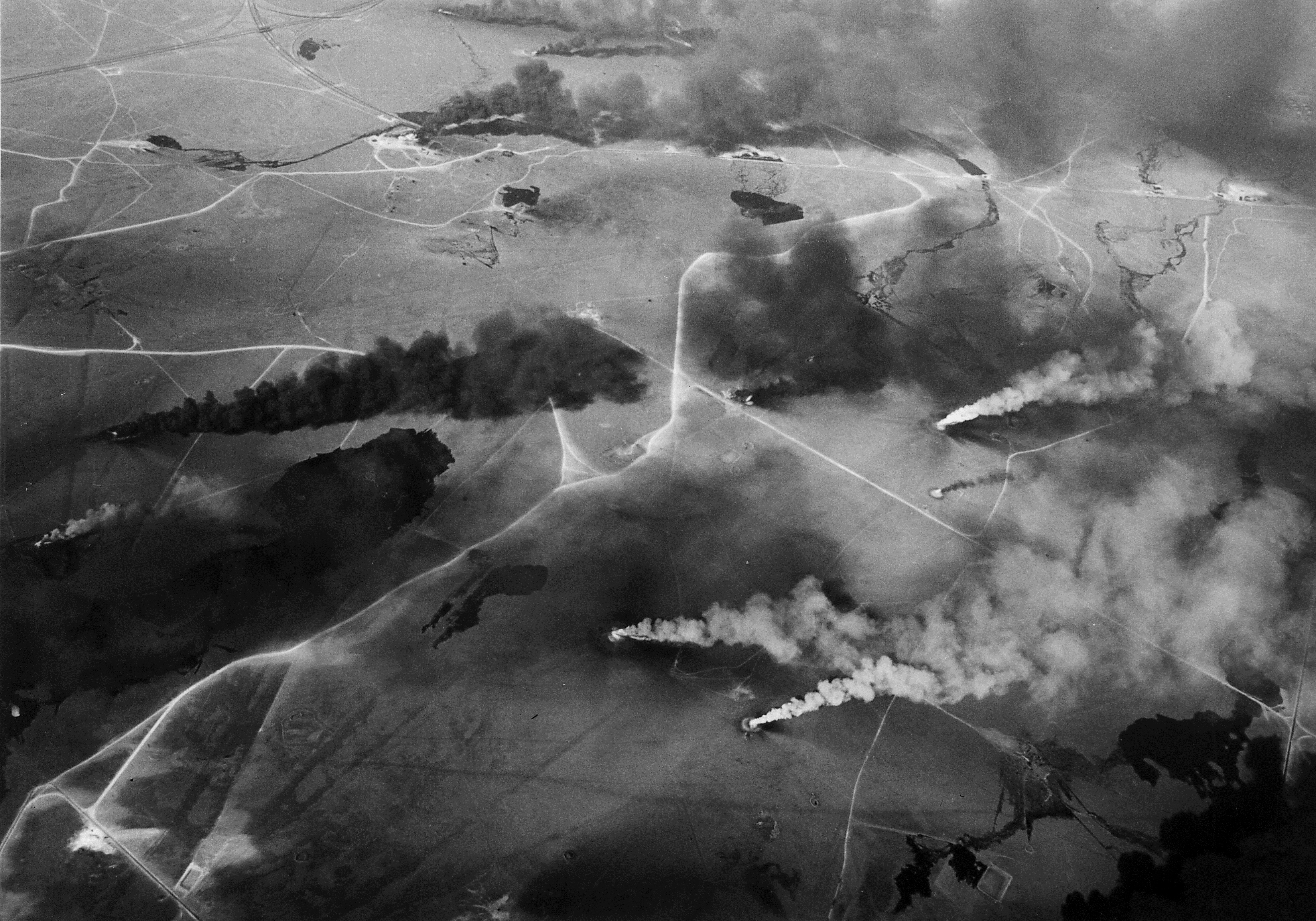
불타는 유전의 공중 모습

이라크의 승리 후, 사담 후세인은 알라 후세인 알리를 "자유 쿠웨이트 임시 정부"의 수상으로, 알리 하산 알마지드를 쿠웨이트의 사실상 지사로 임명했다. 망명한 쿠웨이트 왕실과 다른 전 정부 관료들은 이라크가 쿠웨이트에서 철수하도록 다른 국가들을 압박하는 국제 캠페인을 시작했다. 유엔 안보리는 이라크군이 쿠웨이트에서 즉시 철수할 것을 요구하는 12개의 결의안을 통과시켰지만, 소용이 없었다.
이라크-쿠웨이트 전쟁 이후, 쿠웨이트 인구의 약 절반인 쿠웨이트인 40만 명과 수천 명의 외국인들이 나라를 떠났다. 인도 정부는 59일 동안 거의 488편의 항공편을 운항하여 17만 명 이상의 해외 거주 인도인을 공수했다.
2005년 연구에 따르면 이라크 점령은 쿠웨이트 주민의 건강에 장기적으로 부정적인 영향을 미쳤다.

### 국제적 비난
이라크군이 쿠웨이트를 침공하고 합병한 후, 사담 후세인은 쿠웨이트의 아미르인 자베르 알사바를 폐위시키고 알리 하산 알마지드를 쿠웨이트의 새로운 총독으로 임명했다.
이라크의 쿠웨이트 침공과 점령은 모든 주요 강대국들에 의해 만장일치로 비난받았다. 심지어 프랑스와 인도와 같이 전통적으로 이라크의 가까운 동맹국으로 간주되던 국가들도 모든 이라크군이 쿠웨이트에서 즉시 철수할 것을 요구했다. 소련과 중국을 포함한 여러 국가들은 이라크에 무기 금수 조치를 부과했다. NATO 회원국들은 이라크의 쿠웨이트 점령에 특히 비판적이었고, 1990년 말까지 미국은 이라크에 1991년 1월 15일까지 쿠웨이트에서 병력을 철수하지 않으면 전쟁에 직면할 것이라는 최후통첩을 보냈다.
1990년 8월 3일, 유엔 안전 보장 이사회는 이라크의 쿠웨이트 침공을 비난하고 이라크가 쿠웨이트에 배치된 모든 병력을 무조건 철수할 것을 요구하는 결의안 660호를 통과시켰다. 미국과 소련은 이라크를 비난하는 공동 성명을 발표했다.
주요 강대국과 이라크 간의 일련의 협상 실패 후, 미국 주도의 연합군은 1991년 1월 중순에 이라크와 쿠웨이트에 주둔한 이라크군에 대한 대규모 군사 공격을 시작했다. 1월 16일까지 연합군 항공기는 여러 이라크 군사 목표를 타격했고 이라크 공군은 파괴되었다. 적대 행위는 2월 말까지 계속되었고 2월 25일에 쿠웨이트는 이라크로부터 공식적으로 해방되었다. 1991년 3월 15일, 쿠웨이트의 아미르는 8개월 이상 망명 생활을 한 후 귀국했다. 이라크 점령 기간 동안 약 1,000명의 쿠웨이트 민간인이 사망했고 300,000명 이상의 주민이 나라를 떠났다.

### 걸프 전쟁 이후

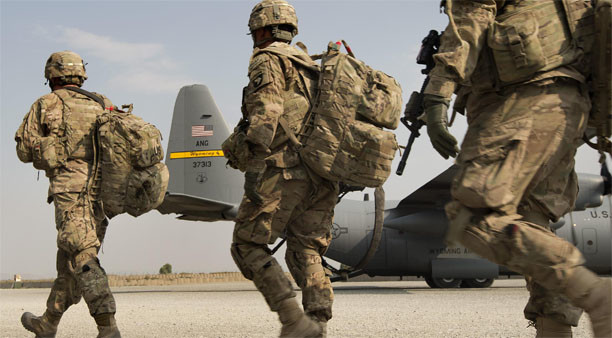
2015년 쿠웨이트의 미군

2002년 12월, 2003년 이라크 침공으로 사담 후세인이 축출되기 직전, 그는 침공에 대해 사과했다. 2년 후, 팔레스타인 지도부 또한 사담을 전쟁 중 지원한 것에 대해 사과했다. 1990년, 사담 후세인의 오랜 동맹이었던 예멘의 알리 압둘라 살레 대통령은 사담 후세인의 쿠웨이트 침공을 지지했다. 이라크가 걸프 전쟁에서 패배한 후, 예멘인들은 쿠웨이트 복구 정부에 의해 대규모로 추방되었다.
미국군은 2015년 2월에만 4,000명의 병력을 추가하는 등 강력한 주둔을 유지하고 있다.
또한 약 18,000명의 미국 어린이들이 625명의 미국 교사로부터 교육을 받고 있는 등 매우 강력한 미국 민간인 주둔이 있다.

## 같이 보기
- 바빌론 작전 (1961년)
- 에어리프트, 침공 직후 인도 대피를 바탕으로 한 볼리우드 영화
- 유엔 안전 보장 이사회 결의 제660호
- 걸프 위기 동안 이라크에 억류된 외국인
- 페르시아만 전쟁 근거
- 나이라 증언